# Tachina exacta
Tachina exacta là một loài ruồi trong họ Tachinidae.